# Rule, Britannia!
Rule, Britannia! est un chant patriotique britannique, tiré du poème de James Thomson et mis en musique par Thomas Arne le 1er août 1740 ; la première présentation publique fut donnée en l'honneur du troisième anniversaire de la princesse Augusta-Charlotte de Hanovre. Dans l'esprit des Britanniques, cet air est fortement associé à la Marine britannique et à l'Armée britannique.
En 1813, le compositeur allemand Ludwig van Beethoven l'orchestra pour l'inclure dans sa La Victoire de Wellington (ou Bataille de Vitoria, nom d'une victoire du duc de Wellington contre les armées napoléoniennes en Espagne). Elle symbolise les forces britanniques.
En 1836, le compositeur allemand Richard Wagner en réalisa une transposition pour grand orchestre, connue sous le nom d'Ouverture Rule Britannia.
Rule, Britannia! est souvent joué comme air patriotique avec Jerusalem et Land of Hope and Glory. Ensemble, ce sont les trois chants qui sont entonnés par l'assistance, avec God save the King, lors de la « Last Night of the Proms », à la fin de la dernière soirée des BBC Proms au Royal Albert Hall, à Londres.

## Histoire

### Création

#### Première représentation
Rule, Britannia! fut créé pour un spectacle de cour à l'été 1740 : le masque Alfred du poète écossais James Thompson et du dramaturge écossais David Mallet donné dans les jardins à Cliveden, près de Taplow, Buckinghamshire, le 1er août (Lammas).

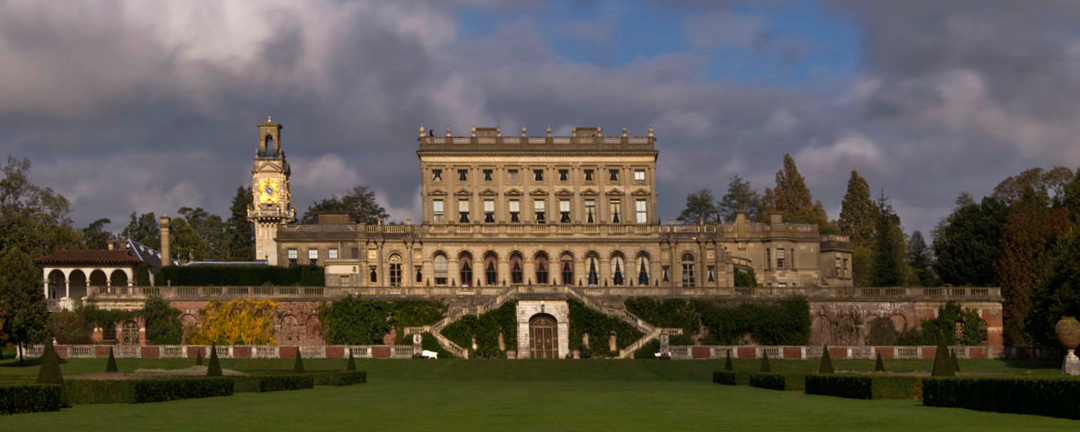
Cliveden, Buckinghamshire.

Le compositeur anglais Thomas Augustine Arne a composé la musique. La première présentation publique fut donnée en l'honneur du troisième anniversaire de la princesse Augusta-Charlotte de Hanovre, fille de l'héritier présomptif du trône britannique, Frédéric, prince de Galles. C'était aussi l'anniversaire de l'accession au trône britannique du grand-père du prince de Galles, le roi George Ier (r. 1714-1727). La date était donc symbole de l'établissement de la maison de Hanovre sur le trône britannique.

#### Publication
Le livret d'Alfred est publié quelques jours après sa représentation à Cliveden. La musique n'est pas publiée et reste manuscrite, probablement parce que le masque était relativement court et ne justifiait pas les frais de publication. Quand la musique d'Arne pour The Judgment of Paris (en) de William Congreve fut publiée c. 1741, le sous-titre du volume indiquait : « To which (by particular Desire of Several Encouragers of the Work) are added the Celebrated Ode, in Honour of Great-Britain call'd Rule, Britannia » (« À laquelle (par Désir particulier de Plusieurs Encourageants de l'Œuvre) s'ajoute l'Ode célébrée, en l'Honneur de la Grande-Bretagne, dite Rule, Britannia. »). Déjà publié chez un autre éditeur, lors de la parution de la première édition du masque Alfred en 1751, ce chant est absent. Rule, Britannia! est ensuite inclus dans la deuxième édition d'Alfred:122-123.

#### Premières représentations publiques
Un oratorio basé sur le masque fut donné au théâtre royal de Drury Lane le 20 mars 1745. Un opéra fut joué au théâtre royal de Covent Garden le 12 mai 1753 avec le titre Alfred the Great (« Alfred le Grand »).

### Contexte

#### La Grande-Bretagne et l'Espagne
Thompson avait précédemment évoqué l'image de Britannia comme la personnification du Royaume-Uni dans son ouvrage en vers publié en janvier 1729 : Britannia : A Poem. Le poème lui-même est daté de 1719, ce qui peut être une erreur pour 1729, mais peut aussi être un reflet de l'invasion espagnole de la Grande-Bretagne cette année-là, pendant la guerre de la Quadruple-Alliance et la rébellion jacobite de 1719 (en). À l'époque de l'invasion espagnole de l'Écosse, Thompson étudiait à l'université d'Édimbourg, et il y avait une vague de sentiment anti-espagnol parmi les Whigs écossais. Le gouvernement du premier ministre britannique Robert Walpole a été critiqué pour avoir mené la guerre trop pacifiquement. Le poème de Thompson décrit Britannia pleurant l'inaction britannique contre l'Espagne, et rappelle les victoires contre l'Espagne au cours des siècles précédents, se référant aux marins anglais qui ont résisté à l'Armada espagnole (Invincible Armada) en 1588 en tant que Britanniques, et évoquant les côtes écossaises sur lesquelles la flotte a fait naufrage afin d'impliquer toute la Grande-Bretagne dans la victoire.

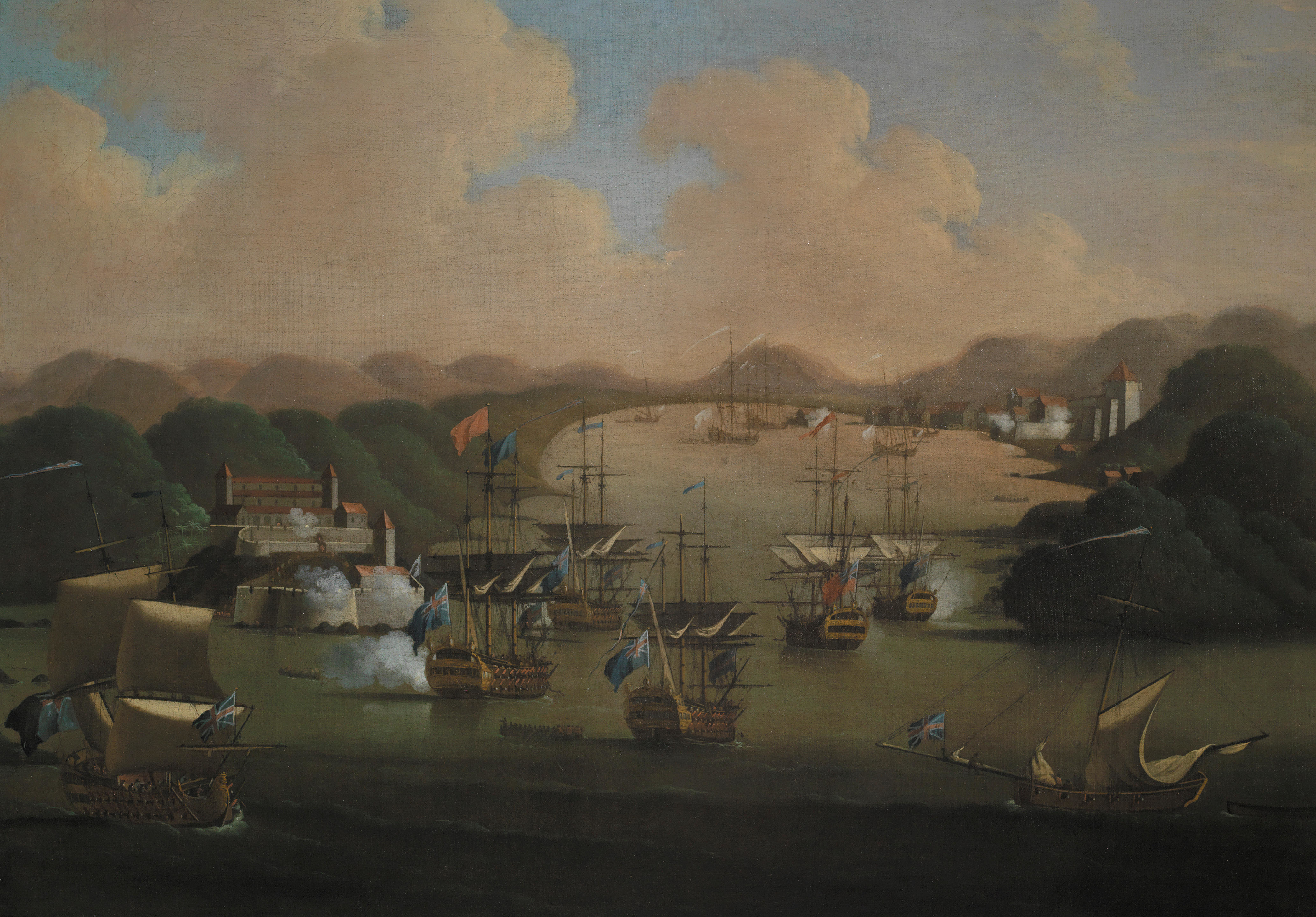
La prise de Portobelo, 1739-11-21, atelier de Peter Monamy, c. 1740.

La guerre de l'oreille de Jenkins provoqua une nouvelle vague de sentiments anti-espagnols : en 1738, Andrew Millar réimprima la Britannia de Thompson avec une traduction du Manifesto of the Lord Protector de John Milton, sous-titré : « Où est montré le caractère raisonnable de la cause de cette république contre les déprédations des Espagnols »,. Le masque Alfred de l'été 1740 et le chant Rule, Britannia! ont été composés alors que la guerre contre l'Espagne était en cours. Le premier ministre Walpole avait poursuivi une politique de paix avec l'Espagne. Les deux gouvernements s'accordèrent sur la Convention de Pardo en janvier 1739, mais l'opinion publique britannique s'enflamma contre l'Espagne et la Compagnie de la mer du Sud refusa de la signer. Des Whigs dissidents, soutenus par le parti Tory et se faisant appeler les « Patriots », dénoncent le gouvernement Walpole de « Don Roberto » et se regroupent autour du prince de Galles, Frédéric. La notion désormais traditionnelle de suprématie navale et les certitudes du mythe naval anglais ont été évoquées dans divers médias. La guerre avec l'Espagne est présentée comme inévitable et bénéfique. Le règne d'Élisabeth Ire d'Angleterre et d'Irlande (r. 1558-1603) et les discours de William Shakespeare sont évoqués, et le Tory Samuel Johnson écrit en faveur de la campagne patriotique. Finalement, le gouvernement est contraint à la guerre à partir d'octobre 1739. La marine royale britannique (Royal Navy) attaque Portobelo en novembre et capture sa garnison, mais le gouvernement reçoit peu de crédit pour la victoire rapide, car le vice admiral Edward Vernon est une figure éminente de l'opposition.

#### Frédéric, prince de Galles et Alfred, roi de Wessex
| - Peinture par Charles Phillips, 1737, maintenant au château de Hampton Court. - Gravure par George Vertue, pour l'histoire de Paul de Rapin de Thoyras. |

Le poème Britannia de Thompson et ses autres œuvres de l'époque font l'éloge du prince de Galles, Frédéric.
Certains au Royaume-Uni attendent beaucoup de l'héritier royal Frédéric, avant même son arrivée en Grande-Bretagne. Alors que Frédéric reste en Europe continentale en 1723, Richard Blackmore publie un poème épique qui compare explicitement Frédéric et Alfred le Grand, roi anglo-saxon du Wessex (r. 871-899), détaillant de nombreuses aventures embellies d'Alfred au-delà des îles Britanniques. Le poème contient une expression d'espoir que Frédéric imiterait le roi Alfred: 
« By thee, O Alfred, may he form his Mind

To Science, Arts, and Arms, like Thee, inclin'd »
« Par toi, ô Alfred, peut-t-il former ses idées

À la science, aux arts et aux armes, comme toi, incliné »

En 1736, Frédéric fit ériger dans son jardin de Carlton House à Londres une statue d'Alfred le Grand,. La statue d'Alfred était associée à une statue du Prince Noir (le prince de Galles Édouard de Woodstock), que Frédéric considérait comme un modèle de la royauté. Les deux statues (ou bustes) se trouvaient dans ou à proximité d'un temple octogonal commandé en 1735. L'inscription latine sur le piédestal fait l'éloge d'Alfred comme « fondateur de la république et de la liberté des Anglais »,,. 
Dix ans après la création du masque Alfred, Frederick projette avec l'aide de George Vertue une représentation du mont Parnasse à sa résidence à Kew Palace, composée de neuf bustes de sages antiques associés à des preux britanniques. Alfred devait être jumelé avec le fondateur de la constitution spartiate, Lycurgue, mais Frédéric meurt avant le début des travaux.
De même, dans la seconde moitié des années 1730 une folie construite par William Kent dans les jardins de Stowe House pour Richard Temple, 1er vicomte Cobham comprend un buste d'Alfred le Grand réalisé par Peter Scheemakers (en). Scheemakers réalise également des bustes pour le même Temple of British Worthies (« Temple des Preux Britanniques ») représentant le Prince Noir, Thomas Gresham, Francis Drake, Walter Raleigh, Alexander Pope et John Barnard (en). Cette folie abrite également des bustes plus anciens de John Michael Rysbrack représentant la reine Élisabeth Ire, Francis Bacon, William Shakespeare, John Hampden, John Milton, John Locke, Isaac Newton, Inigo Jones et le roi Guillaume III d'Angleterre, d'Écosse et d'Irlande. Chaque buste est marqué d'une inscription ; d'Alfred, il est dit qu'il secur'd the seas (« sécurisé les mers ») et qu'il guarded liberty, and was the founder of the English constitution (« garda la liberté, et fut le fondateur de la constitution anglaise »). Le buste d'Alfred ressemble beaucoup à la gravure de Vertue pour la traduction de l'Histoire d'Angleterre de Paul de Rapin de Thoyras par Nicolas Tindal.

La traduction anglaise par Tindal de l'Histoire d'Angleterre de Rapin était la plus importante des nombreuses œuvres publiées dans les premières années du règne de la dynastie hanovrienne qui ont amplifié la bonne réputation d'Alfred. David Wilkins a dédié son corpus de législation anglo-saxonne de 1721 au roi George Ier. John Smith (en) a publié en 1722 une édition de l'Histoire ecclésiastique du peuple anglais de Bède le Vénérable, ainsi que la traduction en vieil anglais attribuée au roi Alfred lui-même. La même année, Francis Wise publie une édition du texte d'Asser publié pour la première fois par William Camden en 1604, mais dont le frontispice est gravé par Vertue. Le frontispeice dépeint Alfred avec la même ressemblance qu'un portrait intitulé Alfredus Fundator (« Alfred le fondateur ») à l'University College d'Oxford. Selon Simon Keyes, ce portrait du XVIIe siècle ressemble à un roi Stuart, le souvenir populaire de l'infortuné Charles Ier d'Angleterre, d'Écosse et d'Irlande (r. 1625-1649) après la restauration de ses héritiers (la Restauration Stuart).

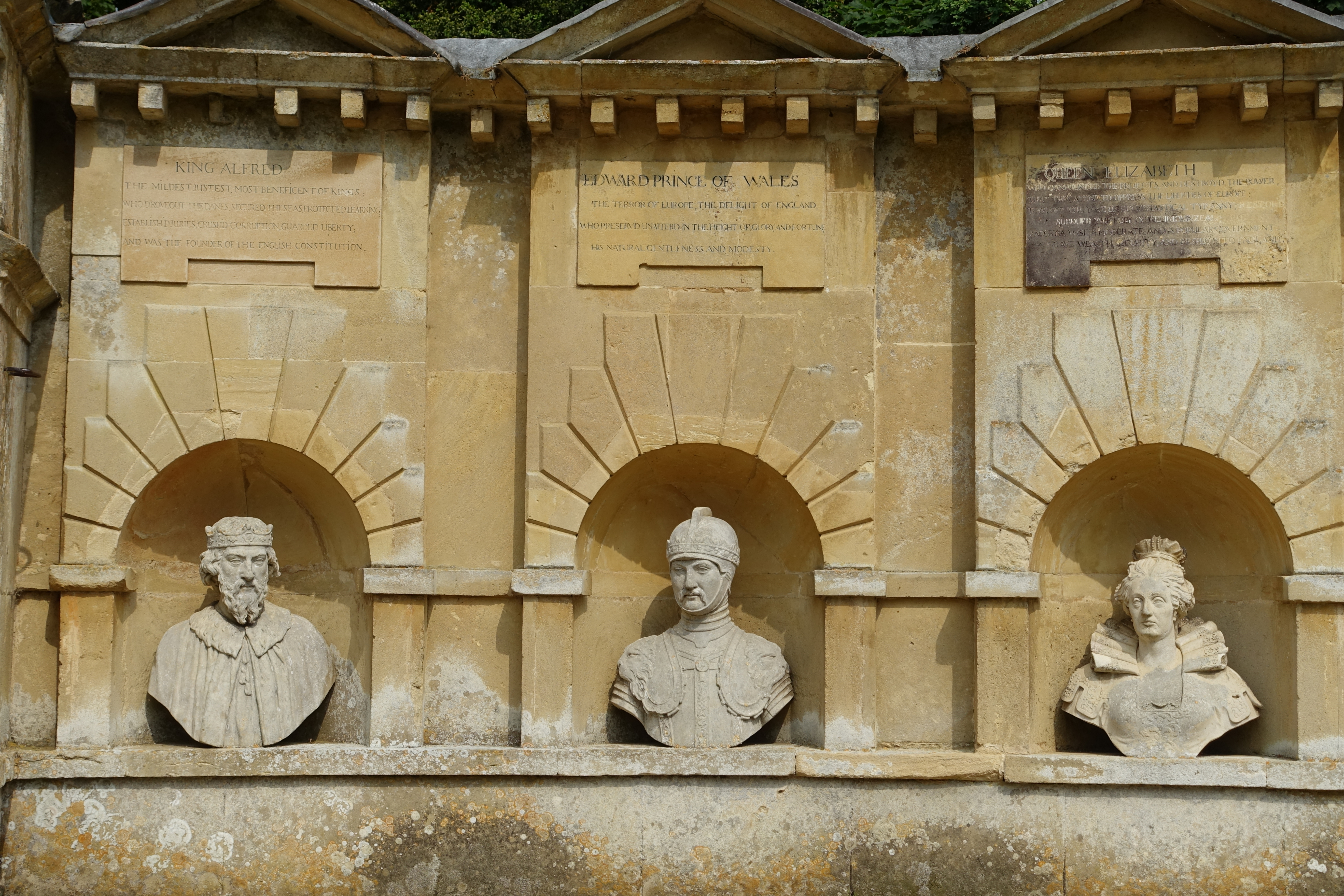
Bustes du roi Alfred le Grand, du Prince Noir (par) et de la reine (par John Michael Rysbrack) au à Stowe House. L'inscription sur Alfred dit :

Dans le masque Alfred, le personnage du roi Alfred est parallèle à la figure du prince Frédéric. Les paroles d'Alfred sur la liberté constitutionnelle anglaise rappellent l'inscription sur la statue à Carlton House. Le roi jure,, :
« ... to build on an eternal base
On liberty and laws, the public weal »
« ... pour édifier sur une base éternelle, sur la liberté et les lois, la chose publique »
La réaction contemporaine au masque de Cliveden a identifié le parallèle entre Alfred et Frédéric, et les relations entre la famille royale, les libertés et les lois de la chose publique (en latin : res publica). Le masque évoque l'ancienneté de la liberté britannique, mais aussi la monarchie et le gouvernement comme garants de la liberté. L'alliance entre le Parti whig et la monarchie de la maison de Hanovre est ainsi évoquée comme un modèle de gouvernement constitutionnel. Le masque Alfred utilise la rhétorique de Henry St John, 1er vicomte Bolingbroke, un politicien Tory. Ses thèses incluaient la croyance que les libertés constitutionnelles dans les îles Britanniques dataient de l'époque des Celtes et des Saxons, et que le Witenagemot anglo-saxon étant l'ancêtre lointain du Parlement de Grande-Bretagne.
Le choix d'un masque - un genre associé aux périodes jacobéenne et carolinienne du siècle précédent - était délibéré. Frédéric imita Charles Ier en tant que mécène des arts et chercha à reconstituer la Royal Collection qui avait été dispersée pendant l'Interrègne. Arne avait déjà composé de la musique pour une reprise du masque Comus de Milton en 1738.

#### Britannia et la domination des mers
Dans un poème écrit sur l'avènement du roi d'Écosse Jacques VI et Ier  (r. 1567-1625) aux trônes d'Angleterre et d'Irlande en 1603, l'écrivain écossais Andrew Melville décrit la défunte reine anglaise Élisabeth Ire comme undaram regina (« reine des ondes »), une phrase qui soulignait son caractère britannique et qui anticipait l'hymne du XVIIIe siècle:15 & 25. Au milieu du XVIIe siècle, l'image symbolique de Neptune confiant le contrôle des mers à la personnification Britannia est devenue courante. En 1652, Of the Dominion, or Ownership of the Sea de John Selden est illustré d'une gravure en frontispice par Francis Cleyn (en) : le trident de Neptune remis à Britannia par le dieu de la mer,. Selon l'historien David Armitage, ce frontispice est « la première représentation de Britannia en tant que maîtresse des vagues »,.

Gravure en frontispice par pour Of the Dominion, or Ownership of the Sea de John Selden : Neptune cède son trident à Britannia, représentant ici le Commonwealth d'Angleterre ,.

La première représentation de la personnification de Britannia à être associée à la puissance navale est une illustration d'elle dans le frontispice de The General and Rare Memorials Pertayning to the Perfect Arte of Navigation (« Les Mémoriaux Généraux et Rares Appartenant à l'Art Parfait de la Navigation ») par John Dee en 1577, sous le règne d'Élisabeth Ire. Selon l'historien Ralph McLean, la défaite de l'Armada espagnole « a accéléré la transformation de Britannia dans le rôle de protectrice navale »,. Une gravure sur bois dans Minerva Britanna de Henry Peacham de 1612 représente Britannia dans un rôle plus actif, repoussant un navire d'envahisseurs. Tout comme le masque Alfred est dédié au prince de Galles Frédéric en 1740, la Minerva Britanna de Peacham était dédiée 1612 en à l'héritier apparent de Jacques VI et Ier, le prince de Galles Henri-Frédéric Stuart. En tant que monarque conjoint des couronnes écossaise, anglaise et irlandaise à partir de 1603, la domination du roi Jacques s'étendit à toute la Grande-Bretagne et les îles Britanniques. Britannia a donc acquis plus d'un caractère pan-britannique.
Depuis le XVIIe siècle, il y a une perception croissante que l'État britannique est une entité essentiellement maritime et que cela est prédestiné. Les souverains des royaumes britanniques conjoints ont poursuivi une revendication sur les « mers britanniques », une zone mal définie d'eaux territoriales qui englobait les îles Britanniques. Charles Ier, suivi des dirigeants de l'Interrègne puis de Charles II (r. 1660-1685), cultivent cette notion, l'attribuant au précédent établi par le roi anglo-saxon d'Angleterre Edgar (r. 959-975).

Publié en 1737, le poème latin Luna habitabilis de Thomas Gray déploie une conception similaire de la suprématie navale anglaise, affirmant que l'Anglia (« Angleterre ») a longtemps « commandé la vague » (en latin : imperat undae). Cette notion était courante dans les expressions de patriotisme de l'époque. Le latin « imperat undae » rappelle l'imperium pelagi (« empire de la mer ») mentionné par Virgile dans son Énéide:289.

#### Vent protestant et intervention divine contre les invasions étrangères
À la fin du XVIe siècle naît en Angleterre un sentiment d'invulnérabilité face à l'invasion étrangère. La défaite de l'Armada espagnole catholique est attribuée à l'intervention divine d'un Protestant Wind (« vent protestant »), commémorée par la frappe de médailles déclamant des phrases comme flavit יהוה et dissipati sunt (« Dieu a soufflé et ils sont dissipés ») au temps d'Élisabeth Ire.

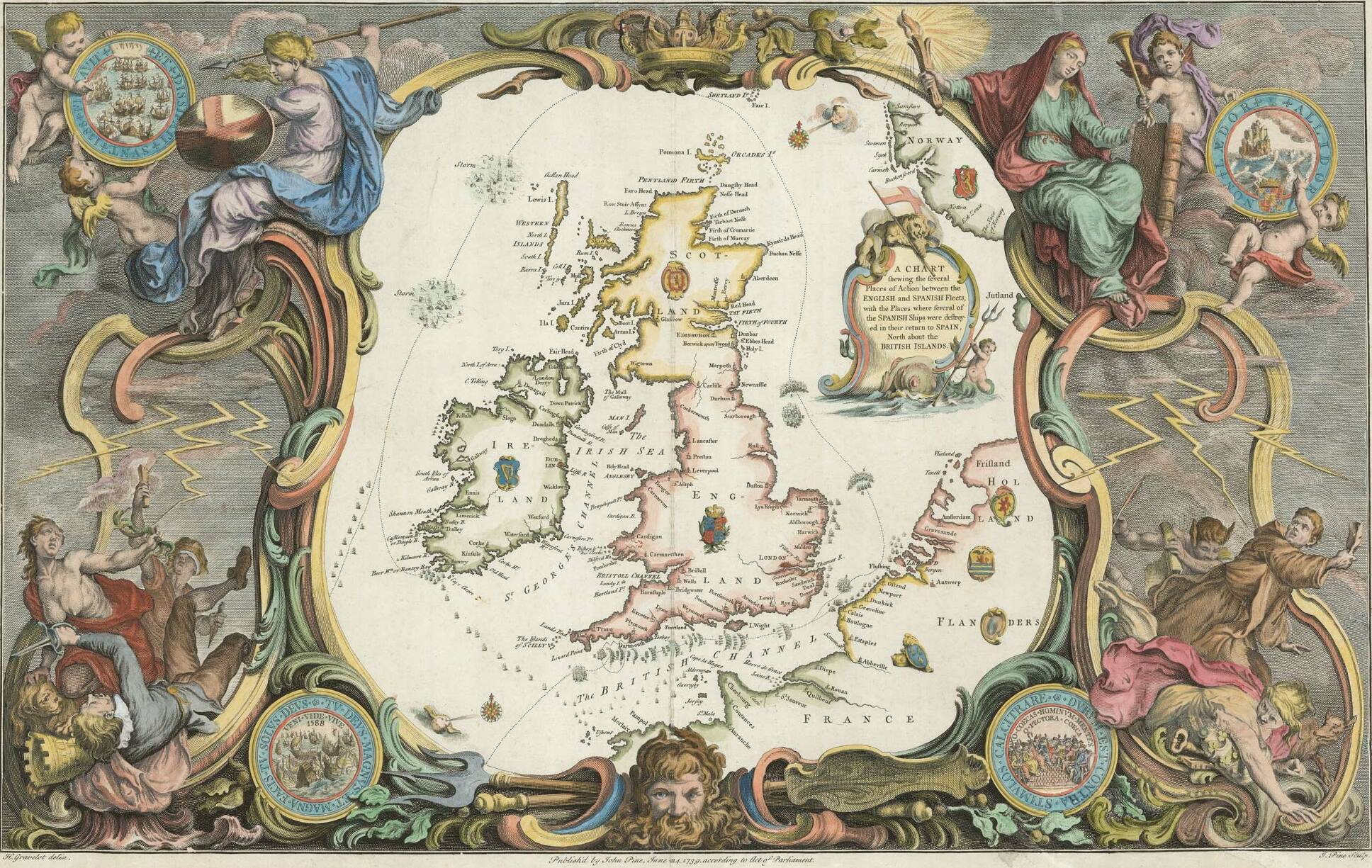
Gravure par en 1739 d'un panneau des dans la Chambre des lords au Palais de Westminster. La carte de la route de l'Invincible Armada autour des îles Britanniques est ornée d'une représentation de la médaille inscrite.

Ce modèle d'une Angleterre invaincue défendue par la faveur divine est énoncé par le personnage de Philippe de Faulconbridge à la fin de la pièce de Shakespeare, Le Roi Jean.
Cette conception de longue durée incorporait l'Interrègne, la Restauration Stuart et la Glorieuse Révolution en tant que conflits internes, et ainsi l'Angleterre du XVIIIe siècle se considérait comme non envahie par des puissances étrangères.
Selon Daniel J. Ennis, « En termes simples, le courage anglais combiné à la faveur divine ... était considéré comme une preuve contre l'invasion étrangère » et cette même notion apparaît dans Rule, Britannia! et dans l'autre chanson patriotique de la même décennie, God Save the King. Ce dernier invoque la protection divine contre each latent enemy (« chaque ennemi latent ») ; le premier contre each foreign stroke (« chaque coup étranger »). Dans les années 1740, le jacobitisme était la principale menace.

#### Chêne anglais
Le chêne est un symbole de la constitution anglaise, de ses libertés et de ses lois, ainsi que de ses rois. Charles II, alors prince de Galles, se cache des soldats dans les branches d'un chêne après la bataille de Worcester en 1651. Après la Restauration Stuart, des chênes sont plantés pour symboliser l'autorité du roi et du pouvoir national,. Le 29 mai — l'anniversaire du roi restauré et l'anniversaire de sa rentrée à Londres — était célébré chaque année avec des services religieux et le port de brins de feuilles de chêne (Oak Apple Day (en)). Aux XVIe, XVIIe et XVIIIe siècles, le bois de chêne est indispensable à la construction navale et aux besoins de la Marine royale,. Le chêne est ainsi un marqueur de patriotisme, et la plantation de chênes symbolise l'engagement et la loyauté envers la nation. Populairement, le chêne est une barrière symbolique à l'invasion.

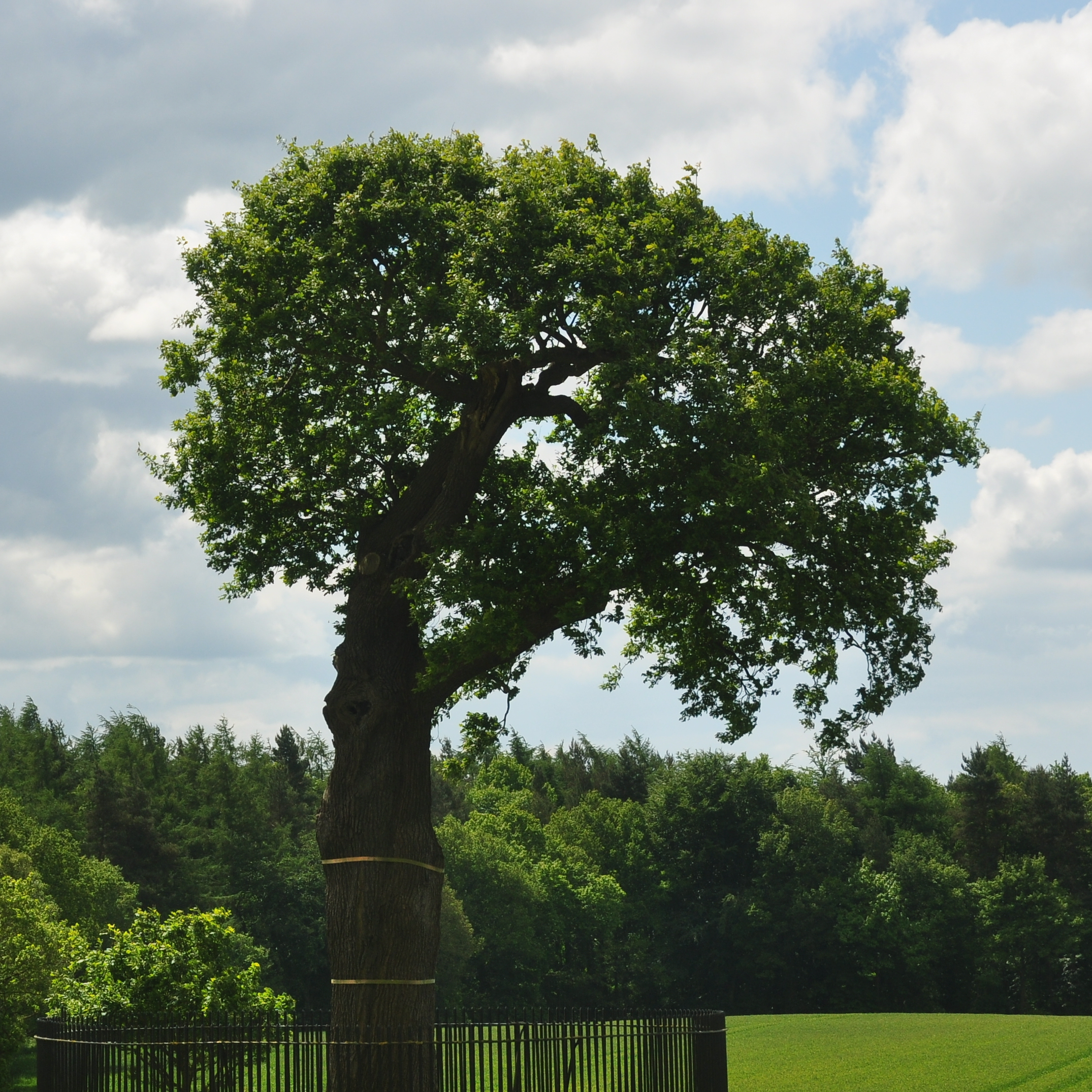
Le à Boscobel House dans le Shropshire. Cet arbre est un descendant de celui dans lequel le roi s'est caché.

Au XVIIIe siècle, l'opinion dominante des philosophes et hommes d'État européens est que l'Angleterre possède le système démocratique le plus libéral d'Europe. De l'avis des théoriciens du XVIIe siècle, cela était dû à l'institution unique du droit anglais (common law), qui s'appuyait sur les précédents et sur la coutume non écrite. Cela différait des systèmes juridiques de l'Europe continentale qui étaient basés sur des textes, imposés par divers souverains et tirés de l'ancien droit romain (le droit romano-civiliste).
Après la Restauration, le chêne anglais de Grande-Bretagne est mythifié par Abraham Cowley et John Evelyn. Les Six Books of Plants de Cowley (1662) et la Sylva, or A Discourse of Forest-Trees and the Propagation of Timber de Evelyn (1664) utilisent chacun le chêne comme symbole de la monarchie britannique et de la navigation. Le rôle des mâts en chêne des navires dans le transport des importations est souligné. Cowley et Evelyn opposent tous deux le chêne indigène à l'oranger étrangère; les deux arbres représentent ensemble l'abondance du monde naturel.

L'œuvre de Cowely s'inspire du contexte de l'exil royaliste pendant l'Interrègne, des tentatives du gouvernement Stuart restauré d'établir la suprématie navale sur les Néerlandais et des développements contemporains de l'horticulture qui permettent à la flore importée de se développer dans le climat septentrional. L'oranger est donc un arbre qu'on peut transplanter partout et dont la patrie n'est nulle part, puisqu'il a longtemps été mythifié comme la pomme des Hespérides plutôt que comme un fruit d'origine chinoise. Le chêne est par contre stable et enraciné dans l'histoire mythique de la Grande-Bretagne (la matière de Bretagne). De plus, à l'âge d'or primitif, les humains se nourrissaient de glands et n'avaient pas besoin de récoltes ou de luxes exotiques. Dans un récit récité par la nymphe des bois Dryas (Δρύας, cf. δρῦς / drŷs, litt. « chêne ») — qui descend des chênes prophétiques de Dodone, sacrés pour Zeus — ce chêne a été amené en Grande-Bretagne comme mât d'un navire de chêne sacré construit par le troyen exilé Brutus de Bretagne, ancêtre des Bretons insulaires et des rois britanniques, dont Charles II.
Cowely et Evelyn blâment Richard Cromwell pour la déforestation de l'Angleterre pendant la désastreuse première guerre anglo-néerlandaise, bien que Charles I et Charles II aient abattu de nombreux arbres pour le bois des navires. La Sylva de Evelyn soutient que la replantation des forêts permettrait au pays de cesser les importations de bois, favorisant ainsi une économie mercantiliste et permettant la culture d'espèces exotiques. Evelyn et le gouvernement de Charles II assimilent la force de l'État à la plantation d'arbres. Les recommandations de Sylva de planter des arbres se traduisent par des avenues d'arbres s'étendant des limites des domaines aristocratiques, et dans la deuxième édition du livre de 1670, Evelyn estime que deux millions de chênes avaient été plantés depuis la première édition de 1662.

## Paroles anglaises et traduction
| When Britain first at Heav'n's command Arose from out the azure main; (bis) This was the charter, the charter of the land, And guardian angels sang this strain: Refrain (bis) Rule, Britannia! Britannia, rule the waves: Britons never shall be slaves. The nations not so blest as thee, Shall in their turns to tyrants fall; (bis) While thou shalt flourish great and free, The dread and envy of them all. Refrain Still more majestic shalt thou rise, More dreadful from each foreign stroke; (bis) As the loud blast that tears the skies, Serves but to root thy native oak. Refrain Thee haughty tyrants ne'er shall tame, All their attempts to bend thee down; (bis) Will but arouse thy generous flame; But work their woe, and thy renown. Refrain To thee belongs the rural reign; Thy cities shall with commerce shine; (bis) All thine shall be the subject main, And every shore it circles thine. Refrain The Muses, still with freedom found, Shall to thy happy coast repair; (bis) Blest Isle! With matchless beauty crowned, And manly hearts to guard the fair. Refrain | Lorsque la Grande-Bretagne, première sur l'ordre du ciel, Émergea de la mer azur, (bis) Ce fut la loi, la loi de la Terre, Et les anges gardiens chantèrent ces vers : Refrain (bis) Règne Britania ! Britania règne sur les flots! Jamais les Britanniques ne seront esclaves. Les nations moins bénies que toi Subiront, à leur tour, le joug des tyrans ; (bis) Alors que tu t'épanouiras grande et libre, Crainte et désirée de tous. Refrain Plus majestueuse encore, tu t'élèveras, Plus redoutable à chaque coup de l'étranger ; (bis) Tel le souffle puissant qui déchire les cieux, Qui n’enracine que mieux ton chêne natal. Refrain Les tyrans orgueilleux ne te dompteront jamais ; Mais tous leurs efforts à t'abaisser (bis) Ne feront qu'élever ta flamme généreuse, Et provoquer leur malheur et ta renommée. Refrain Toute la campagne est tienne, Et tes villes resplendiront du commerce ; bis) Toutes les mers seront tiennes Et les rivages qu'elles encerclent seront tiens. Refrain Les Muses, toujours là où réside la liberté, Viendront se poser sur ta rive heureuse ; (bis) Île bénie, couronnée d'une beauté sans pareil, Et forte de cœurs vaillants pour défendre les tiens. Refrain |

## Traduction et parodie
En 1793, James Adams (en) publie une traduction latine en vers hexamètres et iambiques,:
Tu vasto dominare mari, Britannia; numquam

Duro Britannos Servitus premet jugo.
Publié pendant l'implication de la Grande-Bretagne dans les guerres de la Révolution française, le travail d'Adams sur Rule, Britannia! (Rule Britannia, or the Flattery of Free Subjects Expounded) comprenait également une parodie opposant la France (en latin : Gallia) à la Grande-Bretagne,.

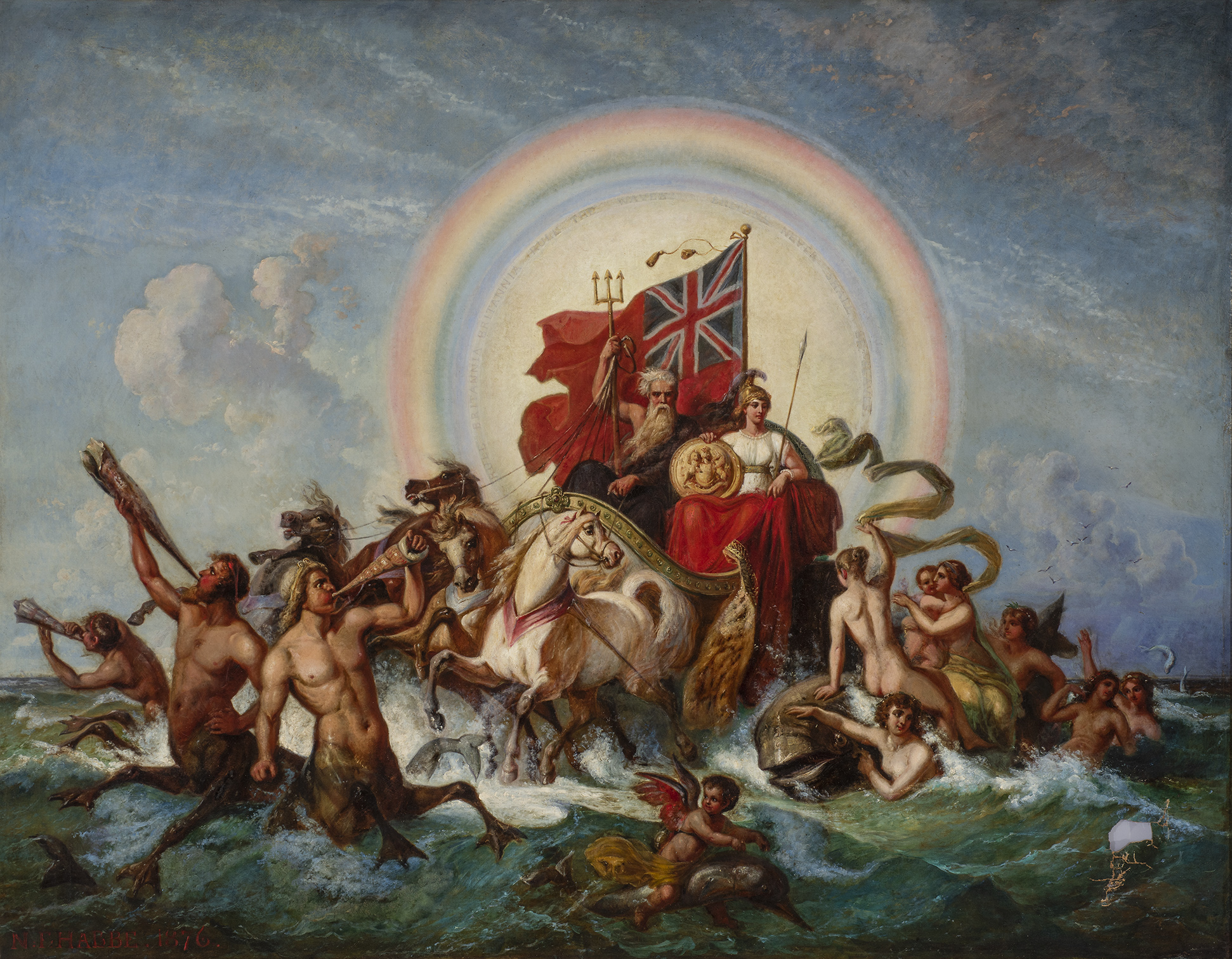
Britannia et Neptune dans un char arborant le Red Ensign, pavillon national britannique, avec ichthyocentaures et Néréides. Dans leur nimbe arc-en-ciel se trouvent une version des paroles du refrain de Rule, Britannia! :

Rule Gallia, Gallia rule the waves,

And Europe ever shall be slaves
rule britannia
britannia rule the waves
britons never shall be slaves

## La chanson dans la culture populaire
- Rule, Britannia! est sifflé par les aviateurs anglais dans le film La Grande Vadrouille, lors de leur escapade sur une route campagnarde française[23].
- Rule, Britannia! est chanté par Margaret Rutherford qui interprète Miss Marple dans le film Passage à tabac : l'action se déroule à bord d'un navire de la Royal Navy et les officiers chantent avec la fameuse enquêtrice créée par Agatha Christie
- Le Rule, Britannia! est fredonné par John Lennon dans le film des Beatles Quatre Garçons dans le vent en 1964.
- Le Rule, Britannia! est régulièrement entonné dans les stades par les supporters de l'équipe d'Angleterre de football[24].
- Rule, Britannia! est un des thèmes musicaux de la série de jeux vidéo Ultima, dont le récit (fantastique) se passe dans un monde imaginaire appelé Britannia.
- Rule, Britannia! était également la musique d'entrée du British Bulldog à la WWE, musique d'entrée reprise par son fils Harry Smith à ses débuts.
- Dans le film Tuer n'est pas jouer, quand James Bond siffle les premières mesures de cette chanson assez près d'un porte-clés confectionné par Q, un gaz étourdissant s'en échappe.
- L'air de la chanson Virginia compagnie du film Disney Pocahontas est largement inspiré de Rule, Britannia![réf. nécessaire]
- Dans la première saison (épisode 5) de la série Turn produite par AMC, le major Hewlett chante la chanson avec ses troupes la veille de Noël.
- Rule, Britannia! est notamment chanté par les supporters du club écossais de football des Glasgow Rangers[25] en raison de leur attachement à la couronne britannique dû à leurs sympathies loyalistes.
- Rule, Britannia! peut être également entendu dans le jeu vidéo Assassin's Creed Syndicate, sorti en 2015 sur PlayStation 4, Xbox One et Windows (et développé par Ubisoft Québec).
- 1954 Sherlock Holmes - Le Bébé mène l'enquête : Rule, Britannia est partiellement chanté à plusieurs reprises.